# Karabin SAR-21
Singapore Assault Rifle for the 21st century – singapurski karabin automatyczny produkowany przez Singapore Technologies Kinetics. Produkcję rozpoczęto w 2000 roku.

## Historia konstrukcji
Firma Chartered Industries of Singapure (CIS) produkcję karabinów szturmowych rozpoczęła w 1972 roku od licencyjnego wytwarzania karabinów M16A1. W następnych latach powstawały nowe, już własne konstrukcje: SAR-80, SR 88, SR88A, jednak żaden z tych karabinów nie zdobył większej popularności.
W latach dziewięćdziesiątych postanowiono podjąć prace nad skonstruowaniem nowego karabinu. Dodatkowym impulsem była zgłoszona przez singapurską armię konieczność wymiany wyprodukowanych w latach siedemdziesiątych karabinów M16A1. Nowy karabin miała opracować grupa konstruktorów CIS we współpracy ze specjalistami z Defence Technology Group i armii. Nowy karabin miał być zbudowany w układzie bullpup.
Pierwsza prezentacja karabinu SAR-21 miała miejsce w 1999 roku na targach DSEI. W następnym roku rozpoczęto produkcję seryjną.

## Wersje karabinu SAR-21
- SAR-21 – wersja standardowa wyposażona w integralny celownik optyczny (powiększenie 1,5x lub 3x) i laserowy wskaźnik celu.
- SAR-21 LMG – strzelający z zamka otwartego ręczny karabin maszynowy. W stosunku do modelu podstawowego wydłużono lufę i dodano dwójnóg.
- SAR-21 Sharpshooter – wersja lekkiego karabinu wyborowego. Posiada wydłużoną lufę i dwójnóg. Celownik optyczny o powiększeniu 3x (3,5x?)
- SAR-21 GL – wersja z granatnikiem podlufowym M203 lub 40GL.
- SAR-21 MMS – (początkowo oznaczana jako P-rail, obecnie to oznaczenie nosi inna wersja) wersja pozbawiona integralnego celownika optycznego. W jego miejscu znajduje się szyna Picatinny Weawer (standard MIL-STD-1913). W miejscu łoża znajdują się trzy następne krótsze szyny. Rękojeść przeładowania została przeniesiona na lewą stronę komory zamkowej.
- SAR-21 P-rail – wersja pozbawiona integralnego celownika optycznego. W jego miejscu znajduje się szyna Picatinny Weawer (standad MIL-STD-1913). Łoże takie samo jak w wersji standardowej. Rękojeść przeładowania po lewej stronie broni.

## Opis konstrukcji
Karabin SAR-21 jest indywidualną bronią samoczynno-samopowtarzalną zbudowaną w układzie bullpup. Zasada działania automatyki oparta o wykorzystanie energii gazów prochowych odprowadzanych przez boczny otwór lufy. Suwadło stanowi jedną całość z długim tłokiem gazowym i jest prowadzone wewnątrz komory zamkowej na wąskich prowadnicach. Wewnątrz komory zamkowej umieszczono kompozytową płytkę chroniącą strzelca w przypadku rozerwania lufy. Ryglowanie przez obrót zamka w lewo (dwa rygle). Mechanizm spustowy kurkowy umożliwia strzelanie ogniem pojedynczym i seriami, połączony z mechanizmem uderzeniowym listwą metalową. Bezpiecznik ma postać kołka przechodzącego przez kanał umieszczony w miejscu połączenia osłony spustu i komory zamkowej. Przełącznik rodzaju ognia także ma postać kołka i jest umieszczony w tylnej części kolby-komory zamkowej (za magazynkiem). Rękojeść przeładowania umieszczona na szczycie komory zamkowej. Zasilanie z dwurzędowych magazynków łukowych o pojemności 30 naboi. Przyrządy celownicze składają się z integralnych celowników: optycznego o powiększeniu 1,5x (umieszczony w uchwycie do przenoszenia broni) i laserowego (umieszczony w łożu). Awaryjnie można użyć prostych mechanicznych przyrządów celowniczych składających się z muszki i szczerbinki, umieszczonych na obudowie celownika optycznego.